# An Introduction to...
An Introduction to... is de eerste ep van de Nederlandse rockgroep Kensington. De ep werd uitgebracht in 2006, op het label Stuck In A Day Records. Martijn Groeneveld heeft de ep gemixt en gemasterd en Bram de Wijs was de producer van de ep. De ep is tegenwoordig niet meer verkrijgbaar.

## Tracklist
| Nr.          | Titel                | Duur |
| ------------ | -------------------- | ---- |
| 1.           | Question Mark Royale | 3:23 |
| 2.           | The Vigilante Decays | 2:55 |
| Totale duur: | Totale duur:         | 6:18 |

## Band
- Casper Starreveld - zang, gitaar
- Eloi Youssef - zang, gitaar
- Jan Haker - basgitaar
- Lucas Lenselink - drums

Eloi Youssef · Casper Starreveld · Niles Vandenberg · Jan Haker